# Turrón

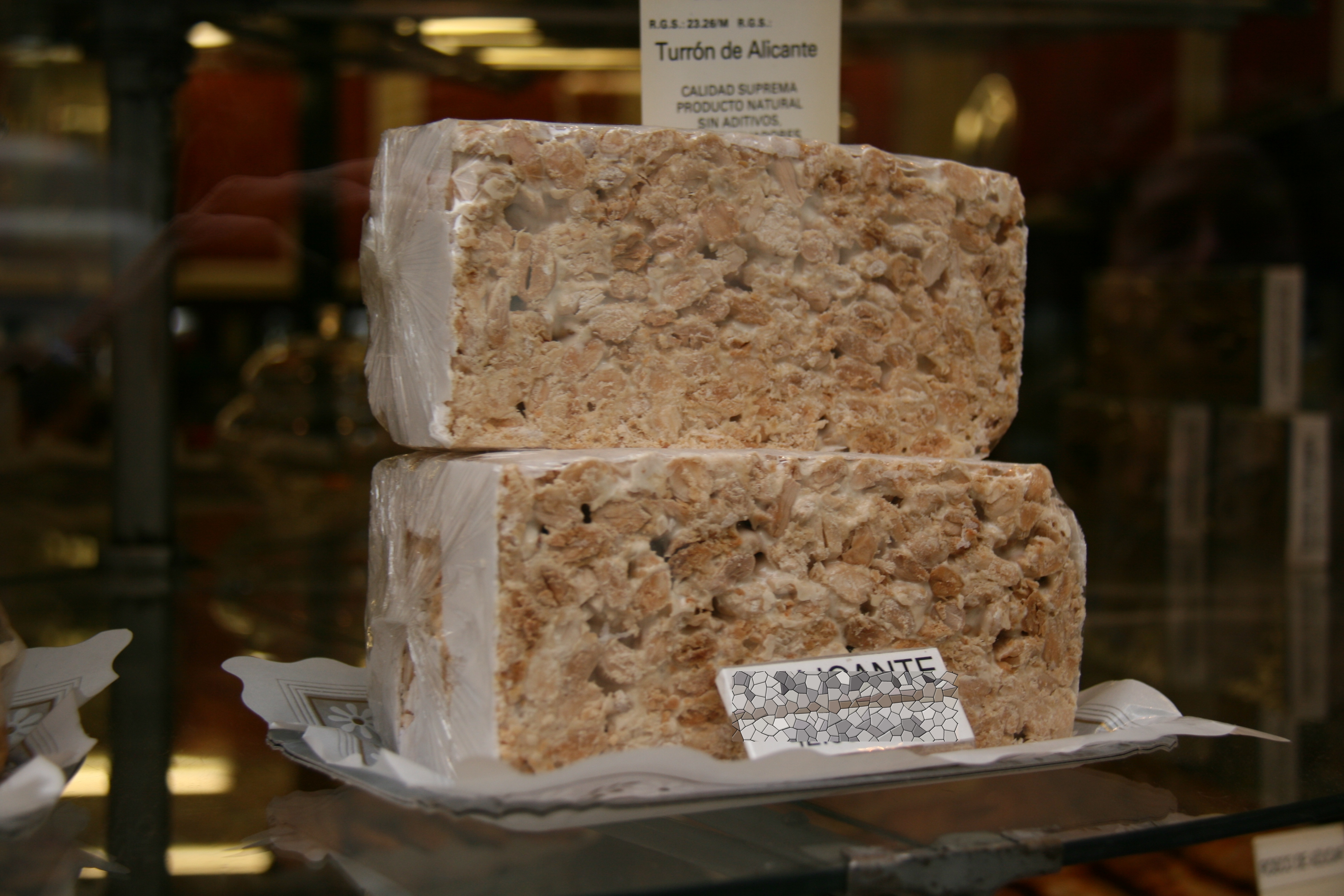
Turrón z Alicante

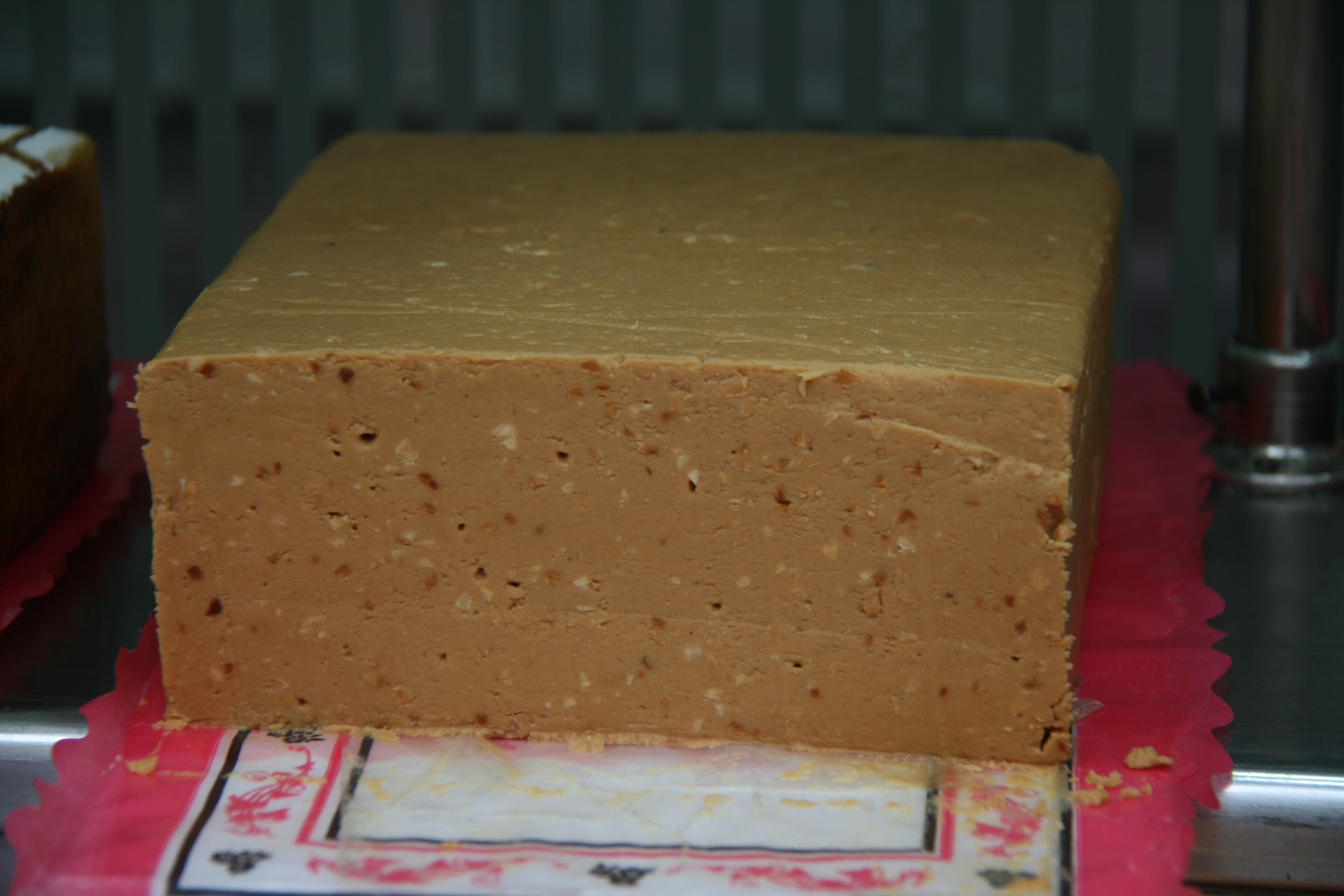
Turrón z Jijony

Turrón – rodzaj nugatu, podawany w postaci kostek podczas świąt Bożego Narodzenia w Hiszpanii, Włoszech oraz w krajach Ameryki Łacińskiej i na Filipinach. W Czechach produkuje się podobny do kruchego turrónu Turecký med (turecki miód, por. tradycyjny krakowski miodek turecki).
Tradycyjny turrón składa się z miodu, cukru i białek jaj, gotowanych razem, aż miód skarmelizuje, oraz orzechów piniowych, laskowych lub migdałów. Może być kruchy (biały turrón z Alicante, zawierający 64% całych, prażonych migdałów) lub miękki i ciągnący (turrón z Jijony), w którym migdały są utarte na pastę.
Turrón w wersji z Alicante przykrywa się opłatkiem i podczas świąt dzieli się nim z bliskimi osobami, nie tylko z rodziną.
Najwięcej jest głosów łączących powstanie turrónów z inwazją arabską na półwysep Iberyjski, ponieważ przywieźli oni dwa podstawowe składniki turrónów - cukier i pomarańcze (miód pomarańczowy). Tradycyjnymi miejscami narodzin turrónów są miasta Jijona i Alicante z okolic Walencji. Od ich nazw wywodzą się dwie podstawowe odmiany turrónów. 
Turrón dość szybko stał się przedmiotem handlu i pojawiał się w literaturze, m.in. w pierwszej opowieści o Don Juanie stworzonej przez Tirso de Molinę - Zwodziciel z Sewilli i kamienny gość. Z potrawy bożonarodzeniowej coraz bardziej przekształcał się w całoroczny przysmak. Dzięki zastosowaniu pary i opartych na niej maszynach można było produkować turrón na większą skalę i powstały nowe jego wersje. Dziś tradycyjne turróny powstają według ściśle określonych receptur pilnowanych przez Radę Turrónów Jijona i Alicante.

## Podstawowe składniki
- migdały (pistacje) obrane ze skórki – 40 dag
- opłatki do wyłożenia formy – kilka szt.
- białka – 8 szt.
- miód – 50 dag
- Olej z orzechów[1]

## Sposób przygotowania
Migdały podpraża się na suchej patelni. Gdy się zarumienią, zdejmuje się je z ognia, trzykrotnie miele się w maszynce do mięsa i miesza z oliwą. Miód wlewa się do garnuszka i podgrzewa na małym ogniu ok. 25 min mieszając, aż zgęstnieje. Białka ubija się na sztywną pianę, wkłada do garnka o pojemności dwóch litrów i wstawia do większego naczynia z gotującą się wodą. Do białek wlewa się gorący miód i ubija na parze przez 30 min. Dodaje się migdały i miesza masę, aż zacznie się rwać. Ubitą masę zdejmuje się z ognia. Dno formy wykłada się opłatkami, wylewa na nie masę, wyrównuje nożem i przykrywa warstwą opłatków. Odstawia się do ostygnięcia na 24 godziny. Stężałe kroi się na małe prostokąty lub kwadraty.